# Donji Dobrić
Donji Dobrić (cyr. Доњи Добрић) – wieś w Serbii, w okręgu maczwańskim, w mieście Loznica. W 2011 roku liczyła 1164 mieszkańców.